# Bożena Dykiel
Bożena Dykiel, née le 26 août 1948 à Grabowo, en Pologne est une comédienne de théâtre et de cinéma et une chanteuse polonaise.

## Filmographie partielle
au cinéma
- 2013 : Dissimulation - le greffier
- 1995 : La Semaine sainte
- 1991 : Rozmowy kontrolowane (Conversations contrôlées) de Sylwester Chęciński : Kokoszka
- 1989 : Les Tribulations de Balthasar Kober - Garganella
- 1988 : Les Possédés - Wirginska
- 1983 : Filip z konopi - Jancia, l'ancienne servante des Leski
- 1982 : Znachor (Le Rebouteux) - Sonia
- 1982 : L'Interrogatoire - Honorata
- 1981 : L'Homme de fer - chef du personnel
- 1980 : Le Contrat - Ewa
- 1976 : Brunet wieczorową porą (Un brun, un soir) - Anna Roman, la femme de Michał
- 1976 : Smuga cienia (La Ligne d'ombre) - membre de l'orchestre féminin (non créditée)
- 1975 : La Terre de la grande promesse - Mada Müller
- 1973 : Les Noces - Kasia
- 1979 : Yaroslavna, Reine de France (Ярославна, королева Франции) d'Igor Maslennikov

à la télévision
- 1978 : Ziemia obiecana - Mada Muller

## Discographie
- Baja Bongo
- Jak Oni Śpiewają (EP)[1]